# Sacramento-hegység (Új-Mexikó)
A Sacramento-hegység hegyvonulat, ami az Egyesült Államok Új-Mexikó államának déli részén helyezkedik el, nem messze keletre Otero megye megyeszékhelyétől, Alamogordótól. Átnyúlik Lincoln és Chaves megyékbe is, de területének nagy része Oteróban található. Északitól déli végéig 137 kilométer hosszú, míg keletről nyugatra 68 kilométer széles.

## Területének felhasználása
A Sacramento-hegység nagy része a Lincoln Nemzeti Erdő része, de az északi vége belenyúlik a Mescalero Apacs Indiánrezervátumba. Az apacsok először a 15. században jelentek meg itt. A hegységen található Cloudcroft, Ruidoso, illetve Timberon települések, amik főként vendéglátással foglalkoznak. Itt helyezkedik el a Nemzeti Napobszervatórium a Sacramento-csúcson. A Lincoln Nemzeti Erdőben fekvő részében sok a turistaút, hivatalosan vadonnak fan nyilvánítva.

## Élővilága
A hegység az egyedüli otthona a Argemone pinnatisecta pipacsfajnak, ami egyike a szövetségi szinten veszélyeztetett növényfajoknak. Szintén csak itt található meg a Cirsium vinaceum bogáncsfaj.

## Galéria
- leírás
- Vadászok a hegységben (1904)
- A Nemzeti Napobszervatórium éjszaka
- A Rim turistaút
- Az Apache Point Obszervatórium, ahonnan a Sloan Digital Sky Survey készül, ami naponta 200 GB adatot hoz létre
- A Laborcita Canyon
- A Dog Canyon
- A Dog Canyon távolról
- Cottonwood Wash